# Karel Lamač
Karel Lamač (Praag, 27 januari 1897 – Hamburg, 2 augustus 1952) was een Tsjechisch filmregisseur, acteur, scenarioschrijver en filmproducent Hij regisseerde 102 films tussen 1919 en 1952. Tussen 1919 en 1938 speelde hij ook in 61 films.
In sommige films acteerde hij en deed hij tevens de regie en/of de productie en/of schreef hij het scenario. Ook was hij directeur van verschillende filmproductiebedrijven. In de aftiteling van films waaraan hij meewerkte werd zijn naam ook wel geschreven als Carl of Karl Lamac. Hij regisseerde films in verschillende landen en talen, voornamelijk Tsjechisch, Duits en Frans, maar ook in het Engels en een in het Nederlands (De Spooktrein uit 1939).

## Levensloop
Lamač werd geboren in Praag, in het toenmalige Oostenrijk-Hongarije als zoon van een apotheker. Hij studeerde farmacie en was dirigent van een studentenorkest. Tijdens de Eerste Wereldoorlog was hij cameraman aan het front.

## Acteur en regisseur
Evenals zijn landgenoot en collega Martin Frič begon Karel Lamač zijn filmcarrière in 1918 als acteur. Vanaf 1919 was hij ook regisseur en schreef hij scenario's.
In 1919 regisseerde Lamač zijn eerste film: Akord smrti. In 1920 speelde hij in Gilly poprvé v Praze voor het eerst samen met de Tsjechische actrice Anna Sophie Ondráková (1903–1987) (Anny Ondra). Sindsdien speelde hij in bijna al zijn films samen met haar. Ook regisseerde hij veel van haar films.
In 1928 speelde Lamač in de zeer succesvolle film Páter Vojtěch, van regisseur Martin Frič. 

## Filmproducent
Kalos-film
In 1921 richtten Lamač en Ondra samen het filmproductiebedrijf “Kalos-film” op, waar rond 1924 de Tsjechische cameraman Otto Heller (1896–1970) en in 1926 en de Tsjechische scenarioschrijver Václav Wasserman (1898–1967) kwamen werken. De stomme films die ze produceerden waren zeer succesvol.
Ondra-Lamač-Film
In 1930 richtten Lamač en Ondra samen een nieuw productiebedrijf op in Berlijn: “Ondra-Lamač-Film GmbH”, die geluidsfilms produceerde, voornamelijk muzikale komedies in het Duits, vergelijkbaar met de Weense muzikale komedies die in die tijd populair waren. 
Hun films verschenen vaak in verschillende taalversies voor Tsjecho-Slowakije en Frankrijk. Nasynchronisatie was op dat moment niet mogelijk, daarom moesten de vroege geluidsfilms voor andere taalmarkten opnieuw worden opgenomen, wat meestal gedaan werd met een licht gewijzigde cast. 
De eerste productie van “Ondra-Lamač-Film GmbH” was de komedie C.a.K. polní maršálek/Der falsche Feldmarschall/Monsieur le maréchal die in verschillende taalversies uitkwam in 1930/1931. 
Otto Heller bleef de favoriete cameraman van Lamač, hoewel Lamac ook met Václav Vich werkte. De samenwerking met scenarist Václav Wasserman en met acteur Martin Frič, ging door in het tijdperk van de geluidsfilm. 

## Tweede Wereldoorlog
Na de machtsovername door de nazi's in 1933 verslechterden de werkomstandigheden voor Lamač en ging hij meer in het buitenland werken, onder meer in Wenen.
In 1938 stopte hij alle bedrijfsactiviteiten in Duitsland en produceerde hij alleen nog in Tsjechoslowakije. Daar maakte hij in 1939 onder andere een van zijn artistiek meest belangrijke films: U pokladny stál. Toen Lamač Duitsland verliet ging het met Ondra’s carrière bergafwaarts.
Later in 1939 week Lamač uit naar Nederland waar hij De Spooktrein regisseerde. Vervolgens ging hij via Frankrijk naar Groot-Brittannië. In 1947 keerde hij terug naar Frankrijk.

## Persoonlijk
Begin jaren '20 leefden Lamač en Ondra samen, maar toen zij na enkele jaren een gezin wilde stichten, wilde Lamač niet trouwen. In 1930 kreeg Ondra een relatie met de Duitse wereldkampioen boksen Max Schmeling, met wie ze in 1933 trouwde. Lamač en Ondra bleven ook na haar huwelijk goede vrienden en bleven samenwerken. Zo speelden Ondra en Schmeling de hoofdrollen in Lamačs film: Knockout - Ein Junges Mädchen, ein Junger Mann (1935) die handelt over een jonge bokser.
Zijn laatste film regisseerde Lamač in 1952: Die Diebin von Bagdad, met Sonja Ziemann en Rudolf Prack. Later dat jaar stierf Karel Lamač in Hamburg in het toenmalige West-Duitsland na een ernstige lever- en nierziekte.
Lamač werd begraven op de begraafplaats Ohlsdorf bij Hamburg. 

## Filmografie (selectie)

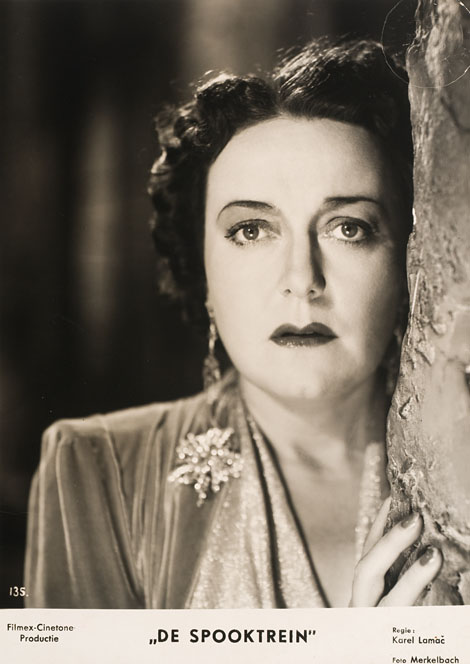
Filmposter van De Spooktrein (1939)

- Akord smrti (1919)
- Gilly poprvé v Praze (1920)
- Der junge Medardus (1923)
- Der erste Kuß (1928)
- Sündig und süß (1929)
- Das Mädel mit der Peitsche (1929)
- C. a k.[3] Polní maršálek/Der falsche Feldmarschall/Monsieur le maréchal (1930)
- Lelíček ve službách Sherlocka Holmese (1932)
- Die Tochter des Regiments/La fille du régiment (1933)
- Knockout - Ein Junges Mädchen, ein Junger Mann (1935)
- Ein Mädel vom Ballett (1937)
- Der Hund von Baskerville (1937)
- Die Landstreicher (1937)
- U pokladny stál (1939)
- De Spooktrein (1939)
- Schweik's New Adventures (1943)
- They Met in the Dark (1943)
- Die Diebin von Bagdad (1952)